# 納瓦拉的胡安娜 (1368-1437)
納瓦拉的胡安娜（西班牙語：Juana de Navarra，約1368年—1437年6月10日），又稱為瓊，納瓦拉國王卡洛斯二世的女兒，曾先後成為布列塔尼公爵夫人和英格蘭王后。

## 家庭
1386年，胡安娜與布列塔尼公爵若望四世結婚，兩人共有3子2女：
1. 若望（英语：John V, Duke of Brittany）（1389年—1442年）
2. 瑪麗（英语：Marie of Brittany, Lady of La Guerche）（1391年—1446年）
3. 瑪格麗特（法语：Marguerite de Bretagne (1392-1428)）
4. 阿蒂爾（1393年—1458年）
5. 理查（英语：Richard, Count of Étampes）（1396年—1438年）

若望於1399年去世。1403年，胡安娜與英格蘭國王亨利四世結婚，兩人沒有子女。